# ロバート・エガース
ロバート・ヒューストン・エガース（Robert Houston Eggers, 1983年7月7日 - ）は、アメリカ合衆国の映画監督、脚本家、プロダクションデザイナー。ホラー映画『ウィッチ』『ライトハウス』『ノスフェラトゥ』などの監督作品で知られる。

## 経歴
1983年7月7日、ニューヨークに生まれる。母親は地質学者ロバート・ストラウド・ヒューストンの娘ケリー・ヒューストンであるが、エガースは実の父親を知らない。生まれて間もなく母親とともにワイオミング州に移住し、その後母親はワイオミング州ララミーでウォルター・エガースと出会い、結婚した。2人の間には双子の息子（マックスとサム）が生まれ、エガースが6歳の時に家族はニューハンプシャー州のリーに移住した。2001年、エガースはアメリカン・ミュージカル＆ドラマ・アカデミーで学ぶためニューヨークに移住。後にエガースはそこで監督兼デザイナーとして演劇制作のキャリアをスタートさせた。
やがて映画業界に移行し、いくつかの短編映画を撮ったのち、映画、テレビ、出版物、演劇、ダンスの分野で幅広く活動した。2015年、エガースは自身の監督・脚本によるファンタジーホラー映画『ウィッチ』で長編映画デビューを飾った。同作は第31回サンダンス映画祭でプレミア上映され、USドラマ部門の監督賞を受賞した。その後はA24が配給権を獲得し、2016年2月19日に劇場公開された。批評家からは高く評価され、興行収入も予算の400万ドルを大きく超える4000万ドルに達した。弟のマックス・エガースと共同で脚本を執筆した次作『ライトハウス』は、2019年のカンヌ国際映画祭でプレミア上映され、FIPRESCI賞を受賞。アカデミー賞の撮影賞にもノミネートされた。
2022年3月28日、ストックホルムにて長編3作目となる『ノースマン 導かれし復讐者』がプレミア上映され、4月22日から劇場公開された。同作は興行収入こそ振るわなかったが、ビデオ・オン・デマンドでは成功を収めた。

## 人物
2024年のお気に入りの映画として、『ANORA アノーラ』『The Substance』『The Girl with the Needle』『The Murderess』『オーメン:ザ・ファースト』『Babygirl』『ファンシー・ダンス』『エイリアン:ロムルス』『ライオン・キング:ムファサ』『By the Law』を挙げている。

## フィルモグラフィ

### 長編映画
| 年   | 題名                                   | 監督 | 脚本 | 製作 |
| ---- | -------------------------------------- | ---- | ---- | ---- |
| 2015 | ウィッチ The Witch                     | Yes  | Yes  | No   |
| 2019 | ライトハウス The Lighthouse            | Yes  | Yes  | No   |
| 2022 | ノースマン 導かれし復讐者 The Northman | Yes  | Yes  | Yes  |
| 2024 | ノスフェラトゥ Nosferatu               | Yes  | Yes  | Yes  |
| 2026 | Werwulf                                | Yes  | Yes  | Yes  |
| TBA  | Labyrinth sequel                       | Yes  | Yes  | No   |
| TBA  | A Christmas Carol                      | Yes  | Yes  | Yes  |

### 短編映画
| 年   | 題名                | 監督 | 脚本 |
| ---- | ------------------- | ---- | ---- |
| 2007 | Hansel and Gretel   | Yes  | Yes  |
| 2008 | The Tell-Tale Heart | Yes  | Yes  |
| 2015 | Brothers            | Yes  | Yes  |